# Middletown (Californië)
Middletown is een plaats (census-designated place) in de Amerikaanse staat Californië, en valt bestuurlijk gezien onder Lake County.

## Demografie
Bij de volkstelling in 2000 werd het aantal inwoners vastgesteld op 1020. In 2015 werd de plaats door een grote bosbrand, de zogenoemde Valley Fire, grotendeels verwoest.

## Geografie
Volgens het United States Census Bureau beslaat de plaats een oppervlakte van 6,7 km², geheel bestaande uit land. Middletown ligt op ongeveer 364 m boven zeeniveau.

## Plaatsen in de nabije omgeving
De onderstaande figuur toont nabijgelegen plaatsen in een straal van 32 km rond Middletown.